# William Kentridge
William Kentridge (Johannesburg, 28 d'abril de 1955) és un artista sud-africà conegut pels seus dibuixos i animacions, encara que també ha treballat altres modalitats artístiques com la dramatúrgia, l'escultura o el mural.

## Biografia
Descendent de lituans i alemanys jueus, va néixer el 1955 a Johannesburg, ciutat on viu i treballa. Creador polifacètic, combina crítica política i llenguatge poètic. Ha alternat la pràctica del dibuix i del gravat amb incursions en el món del cinema i del teatre, on ha treballat com a actor, guionista i director. La seva obra té present el context sud-africà de l'apartheid, i de fet ell mateix ha reconegut ser sempre un artista compromès des d'un punt de vista social i polític. Però el seu treball també parla de la naturalesa de les relacions humanes i la memòria, la relació entre desig, ètica i responsabilitat. Una obra que sovint s'imbueix d'elements onírics i lírics, així com certs punts de comèdia.
El sentiment de pertinença a una certa perifèria cultural d'Europa i, per tant, de distància geogràfica del centre, es tradueix en una imatgeria visual d'objectes que representen una certa distància històrica: així, la roba, els telèfons, les màquines d'escriure i altres peces que apareixen en els seus dibuixos animats evoquen el món colonial de principis del segle xx. Molt conegut pels seus films d'animació basats en dibuixos esborrats, el seu treball inclou també dibuixos de carbó sobre paper, gravats a l'aiguafort, llibres, collages, escultures i pràctiques performàtiques.
L'any 2016, Kentridge va fundar el Centre for the Less Good Idea: un espai per al pensament obert per mitjà de pràctiques artístiques experimentals, col·laboratives i multidisciplinàries.

## Exposicions
Des del 1979, la seva obra s'ha exposat en diversos museus. Ha participat en múltiples certàmens internacionals: les biennals de Venècia (1993, 1999 i 2005) de Sydney (1996, 1997 i 2008), de São Paulo (1998), de l'Havana (1997), d'Istanbul (1995) i la Documenta de Kassel a Alemanya (1997, 2002 i 2012) en són algunes. Una gran retrospectiva del seu treball es va poder veure durant tres anys en una itinerància que va començar al San Francisco Museum of Modern Art de Califòrnia el 2009. El MACBA va dedicar-li una exposició el 1999 i el CCCB li dedicà també una exposició del 9 octubre 2020 al 21 febrer 2021, comissariada per Jaap Guldemond. En aquesta exposició, entre d'altres es mostrà l'obra More Sweetly Play the Dance.

## Projeccions
Des del seu estudi a Johannesburg, Kentridge ha treballat en múltiples produccions teatrals i operístiques. Tant col·laborant en l'escenografia o en animacions com planificant o dirigint obres senceres. Ha adaptat obres clàssiques, però també ha representat obres originals seves. Juntament amb la seva companyia teatral The Juncion Avenue Theatre Company, que va fundar amb companys de la universitat, i amb la companyia de titelles The Handspring Puppet Company Kentridge ha creat i col·laborat en infinitat d'obres.
Les projeccions que introdueix l'artista en les seves obres solen ser animacions. Animacions fetes per ell mateix seguint un mètode molt rudimentari. Kentridge dissenya les seves animacions i fa ell mateix cada dibuix per a cada fotograma, sovint esborrant i dibuixant sobre el mateix llenç. L'efecte de les animacions no és a 25 fotogrames per segon, seria impossible reproduir tants dibuixos, solen ser de deu a cinc fotogrames per segon, sovint intercalant les mateixes imatges creant petites animacions amb un efecte de moviment en bucle. Però no sempre es projecten animacions dibuixades, també es projecten peces de stop-motion o vídeos d'imatge real. Sigui com sigui, les projeccions sempre són en blanc i negre, tot i que molt puntualment pot ser que en algun cas sigui en color.
Kentridge acostuma a incorporar les projeccions a les seves obres al fons de l'escenari. A vegades les projeccions s'adapten al relleu de l'escenografia com succeeix amb el mapping i d'altres simplement les animacions són projectades sobre una superfície plana. Les projeccions aporten informació indispensable per a l'obra, sense les projeccions animades, l'obra tindria un sentit completament diferent. A través de les projeccions, Kentridge aconsegueix donar el seu to poètic o líric tant característic de les seves obres, per així reformular-les i donar-los un nou sentit. Les projeccions poden mostrar animals o subjectes en acció com textures, espais o imatges que completin la imatge teatral. Els actors també interactuen amb projeccions, accions i reaccions directes, però també aprofitant-les per crear ombres xineses.

## Premis
El maig de 2017 fou guardonat amb el Premi Princesa d'Astúries de les Arts.